# Dan Ahearn
Daniel William « Dan » Ahearn parfois Ahearne (né le 12 avril 1888 à Dirreen en Irlande et mort le 20 décembre 1942 à Chicago) est un athlète américain, spécialiste du triple saut.

## Biographie
Il est le premier détenteur du record du monde du triple saut en établissant la marque de 15,52 m le 30 mai 1911 à Chicago. Il se classe sixième des Jeux olympiques de 1920.
Son frère, Tim Ahearne, a remporté la médaille d'or du triple saut aux Jeux olympiques de 1908.

### Palmarès
| Date | Compétition     | Lieu   | Résultat | Épreuve     | Performance |
| ---- | --------------- | ------ | -------- | ----------- | ----------- |
| 1920 | Jeux olympiques | Anvers | 6e       | Triple saut | 14,08 m     |

### Records
| Épreuve     | Performance | Lieu     | Date        |
| ----------- | ----------- | -------- | ----------- |
| Triple saut | 15,52 m     | New York | 30 mai 1911 |